# Törpe datolyapálma
A törpe datolyapálma (Phoenix roebelenii) az egyszikűek (Liliopsida) osztályának a pálmavirágúak (Arecales) rendjébe, ezen belül a pálmafélék (Arecaceae) családjába tartozó faj.

## Előfordulása
A törpe datolyapálma jól ismert kerti és cserepes növény; eredetileg Indokínából származik, manapság azonban világszerte termesztik. A következő országokban találhatók vad állományok: Kína, Laosz és Vietnám.

## Megjelenése
A növény kecses kis pálma, a levélszárnyak V alakban összehajtottak, azaz a levélgerinc alul helyezkedik el. Felálló törzsű, legfeljebb 2,5 méter magas fa. A törzset nem borítják az elpusztult levelek alapi részei. Levele finoman szárnyalt, körülbelül 1 méter hosszú, ívben elhajló, a levélkék keskenyek, kihegyezett csúcsúak. Virága kicsi és sárga színű. A virágzatok a levelek között fejlődnek. Termése fekete, hosszúkás-elliptikus, legfeljebb mintegy 12 milliméter hosszú.

## Képek

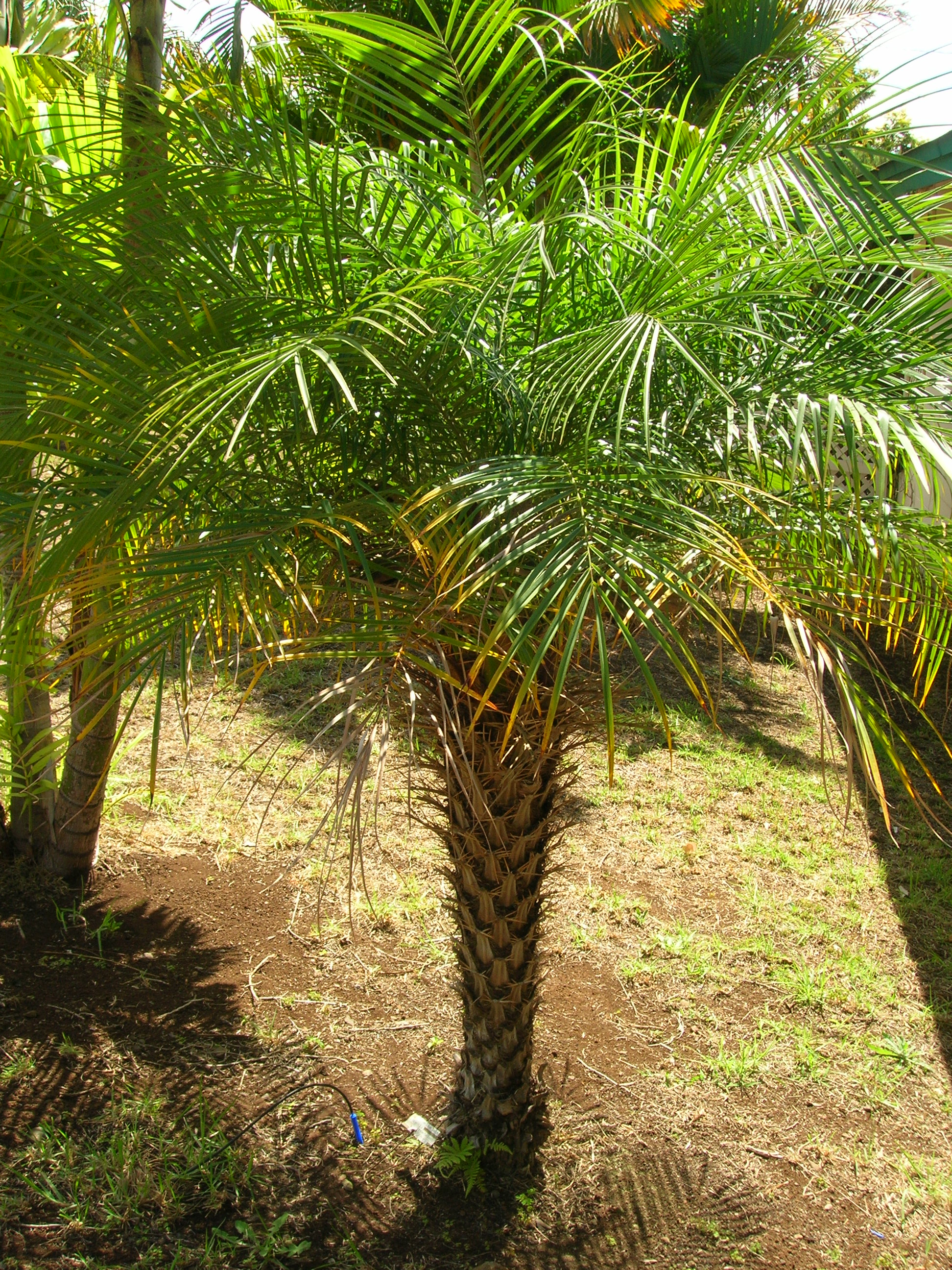
a növény
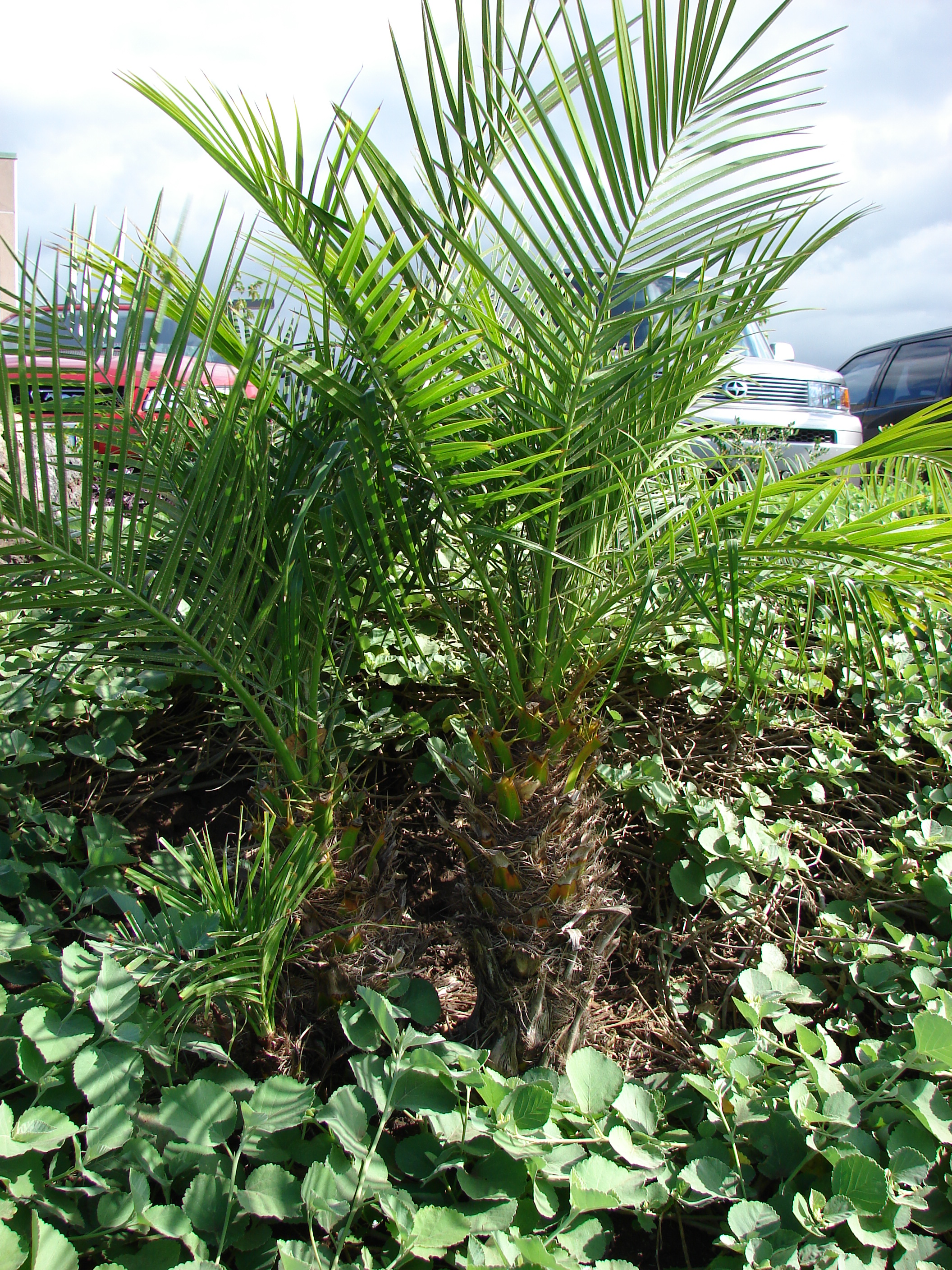
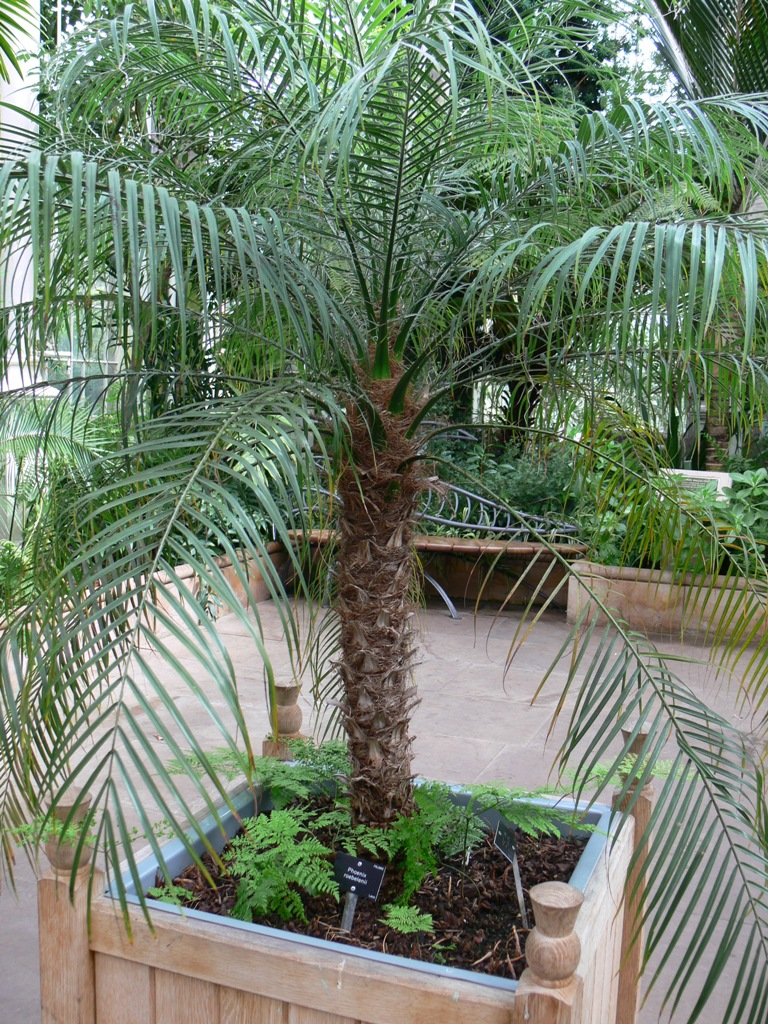
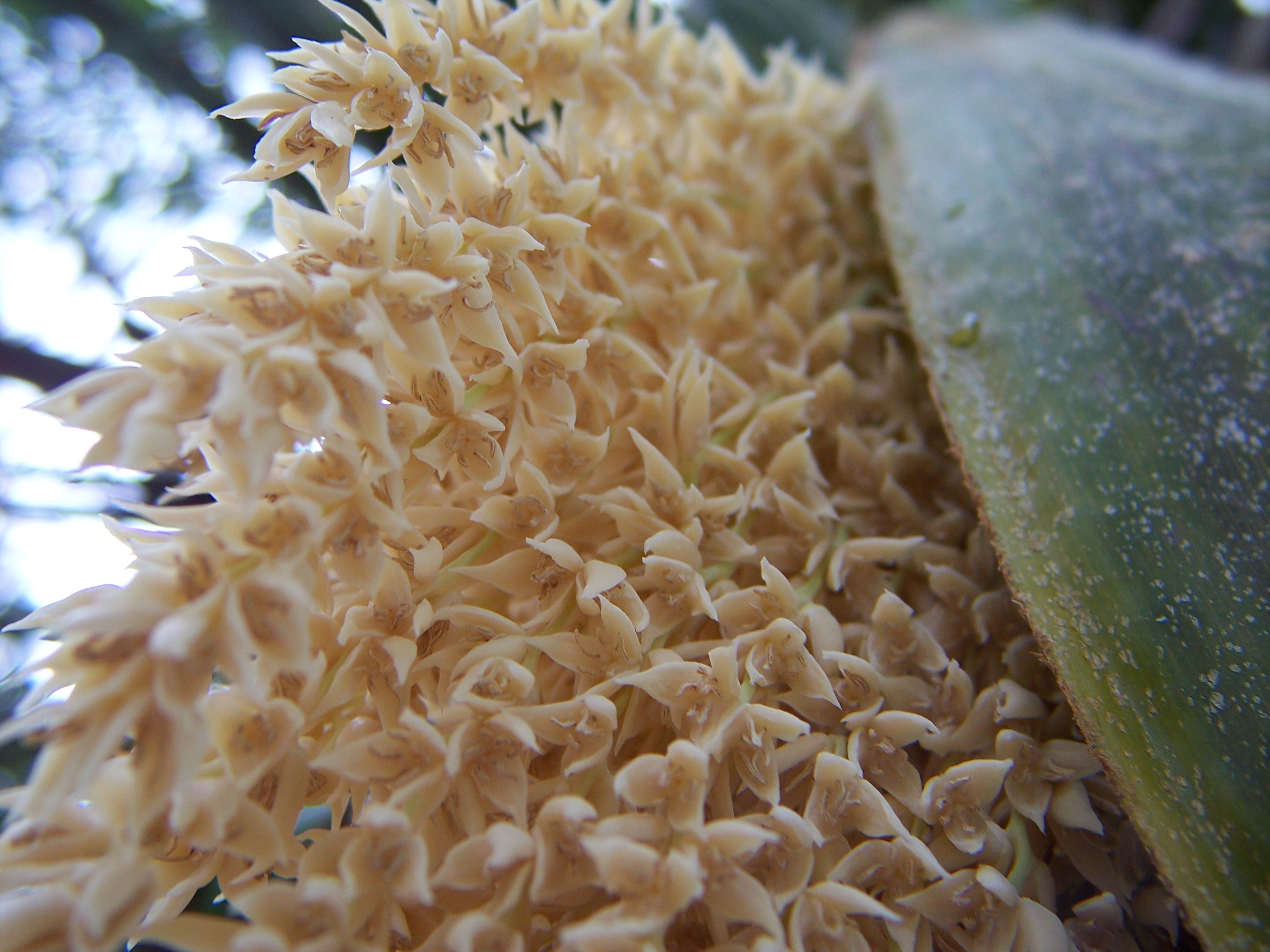
virágai
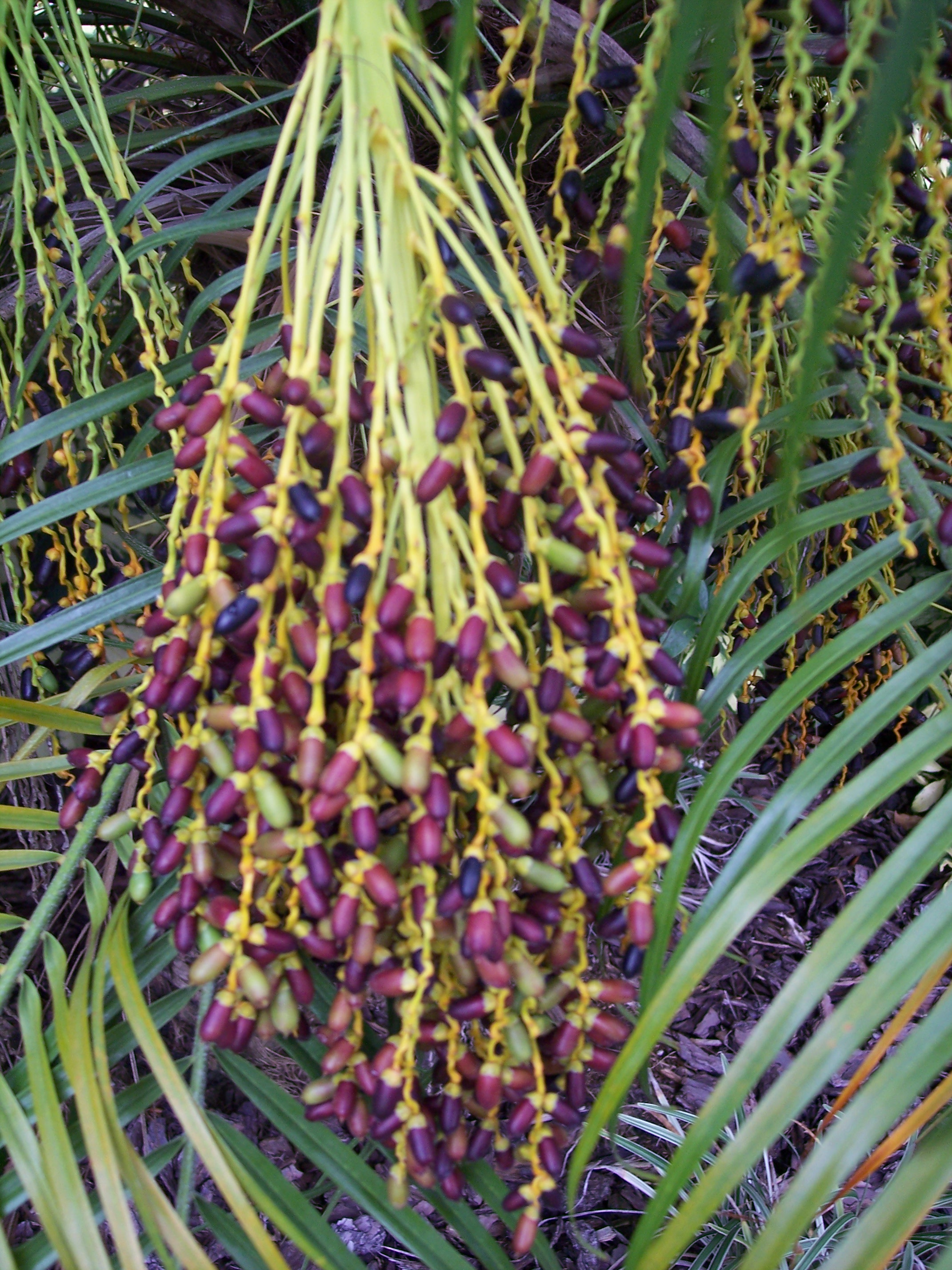
termései
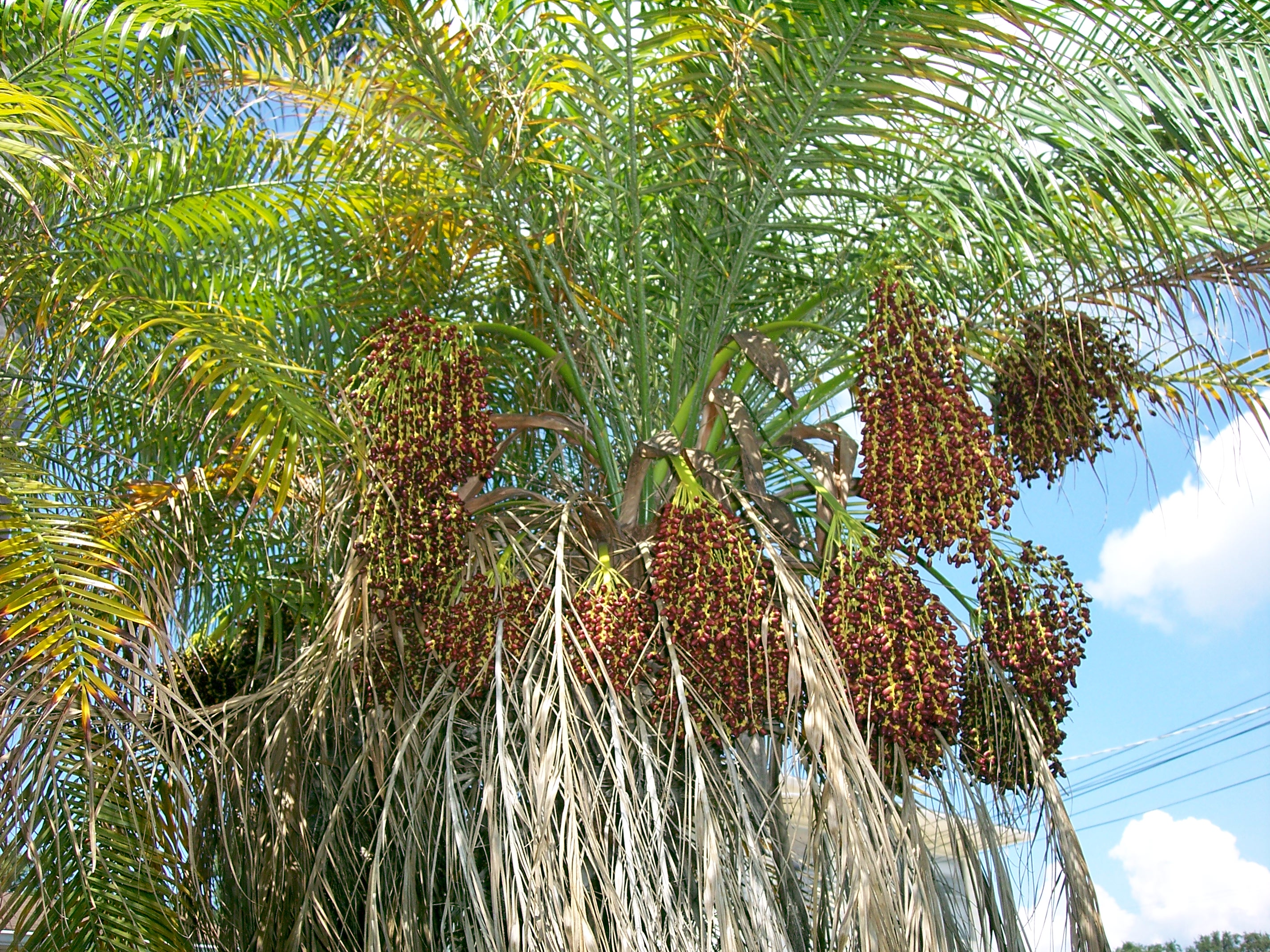
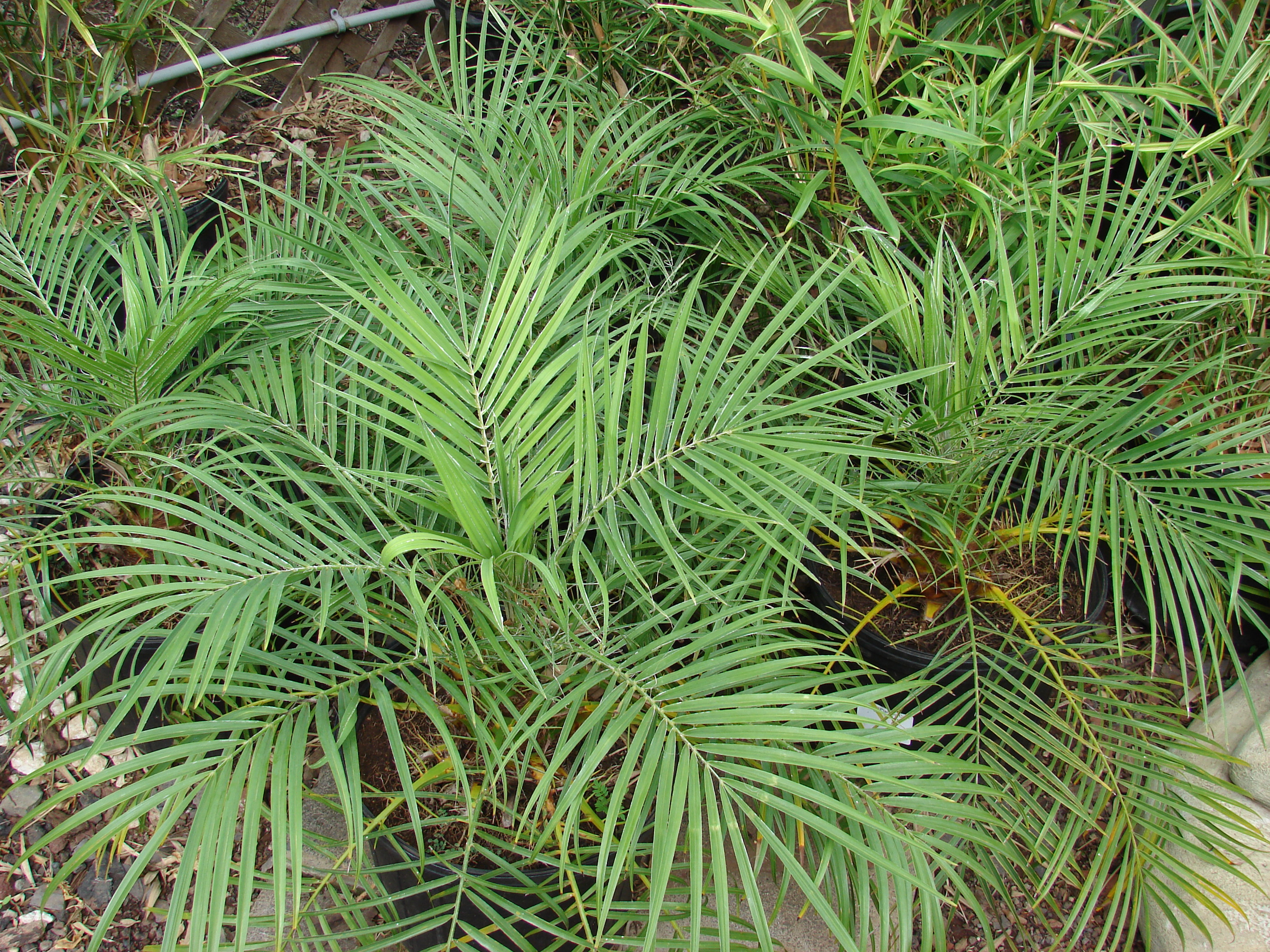
levelei
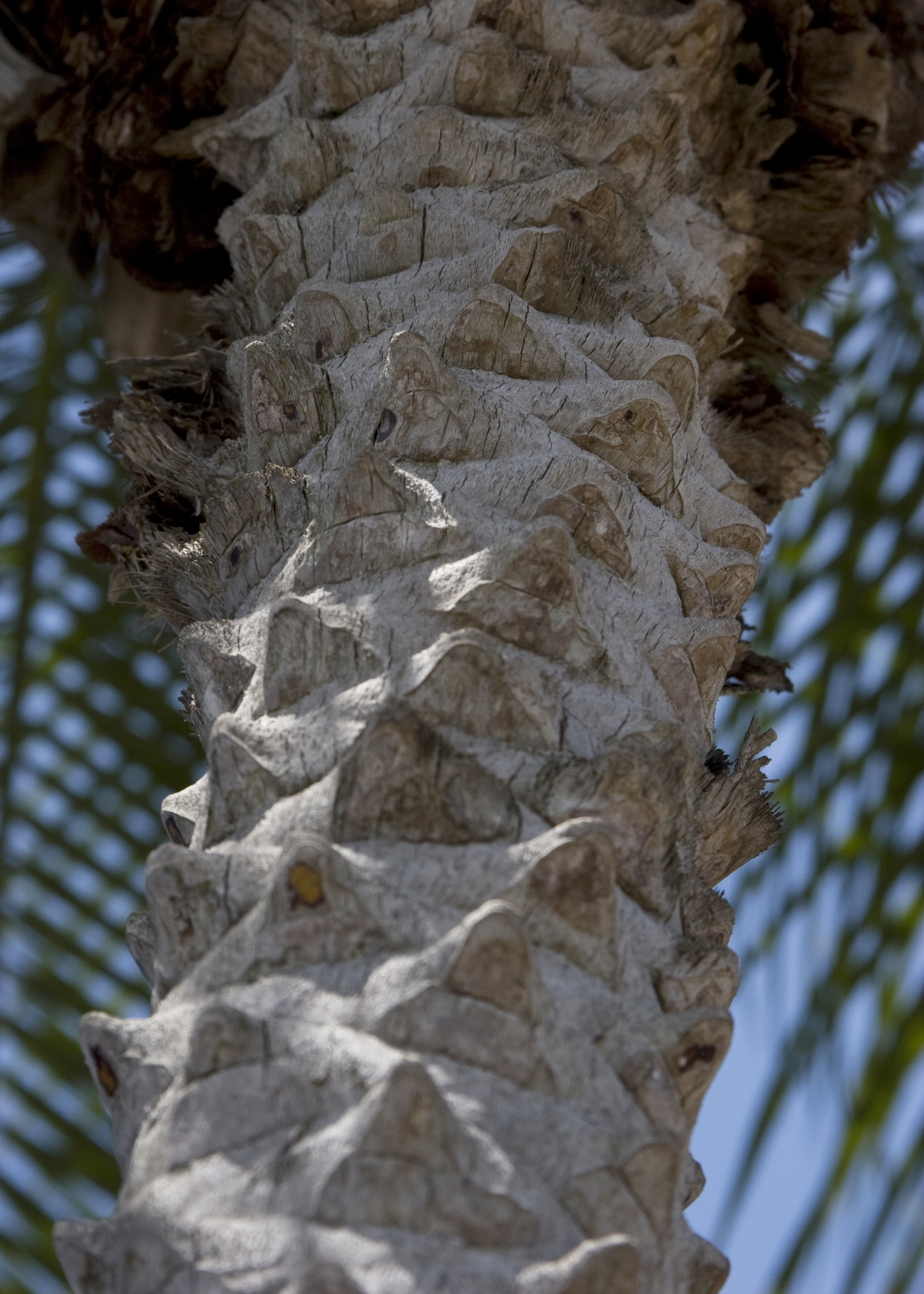
törzse